# Xenornis
Xenornis is een geslacht van vogels uit de familie Thamnophilidae (miervogels). Het geslacht telt één soort.
- Xenornis setifrons  –  Vlekborstmierklauwier